# ドデスカ選挙
『ドデスカ選挙』は、名古屋テレビ放送（メ〜テレ）で2024年から東海ローカルで不定期放送されている報道番組である。

## 概要
2024年の衆議院選挙をきっかけに始まった報道特別番組である。これまで、アップ!が選挙についての報道をしてきたが、番組終了に伴い、ドデスカ!及びドデスカ+のタイアップとして放送している。
テロップ等は基本的にドデスカ+のものを使用しており、ドデスカ+の特別番組にドデスカ!が入ったようなイメージである。

## 出演者

### MC
いずれもメ〜テレアナウンサー。
- 濱田隼（第一回〜第三回）
- 島津咲苗（第一回）
- 西尾奈々美（第二回）
- 望木聡子　(第三回)

### コメンテーター
- 犬山紙子（第一回）
- 第二回はコメンテーターなし。

## 放送内容
| 放送回 | 選挙名           | 放送日時               | 出典  |
| ------ | ---------------- | ---------------------- | ----- |
| 1      | 衆議院選挙2024   | 2024年10月27日 24:00〜 | [ 1 ] |
| 2      | 名古屋市長選2024 | 2024年11月25日 2:15〜  | [ 2 ] |
| 3      | 参議院選挙2025   | 2025年7月20日24:00〜   |       |

## 放送内容と翌日の放送の影響
衆議院選挙2024は、本番組本編の他、選挙ステーションのローカルセールス枠でも放送されていた。（尚、テロップ自体は、選挙ステーションに合わせている）第一回担当の島津は本番組の放送が深夜だったため、翌日のドデスカ!の出演を見合わせた。ドデスカ+への影響はなし。
名古屋市長選2024、参議院選挙2025では、ドデスカ+MCが担当したため、両者とも影響はなかった。